# 波萨德-波克罗夫斯凯

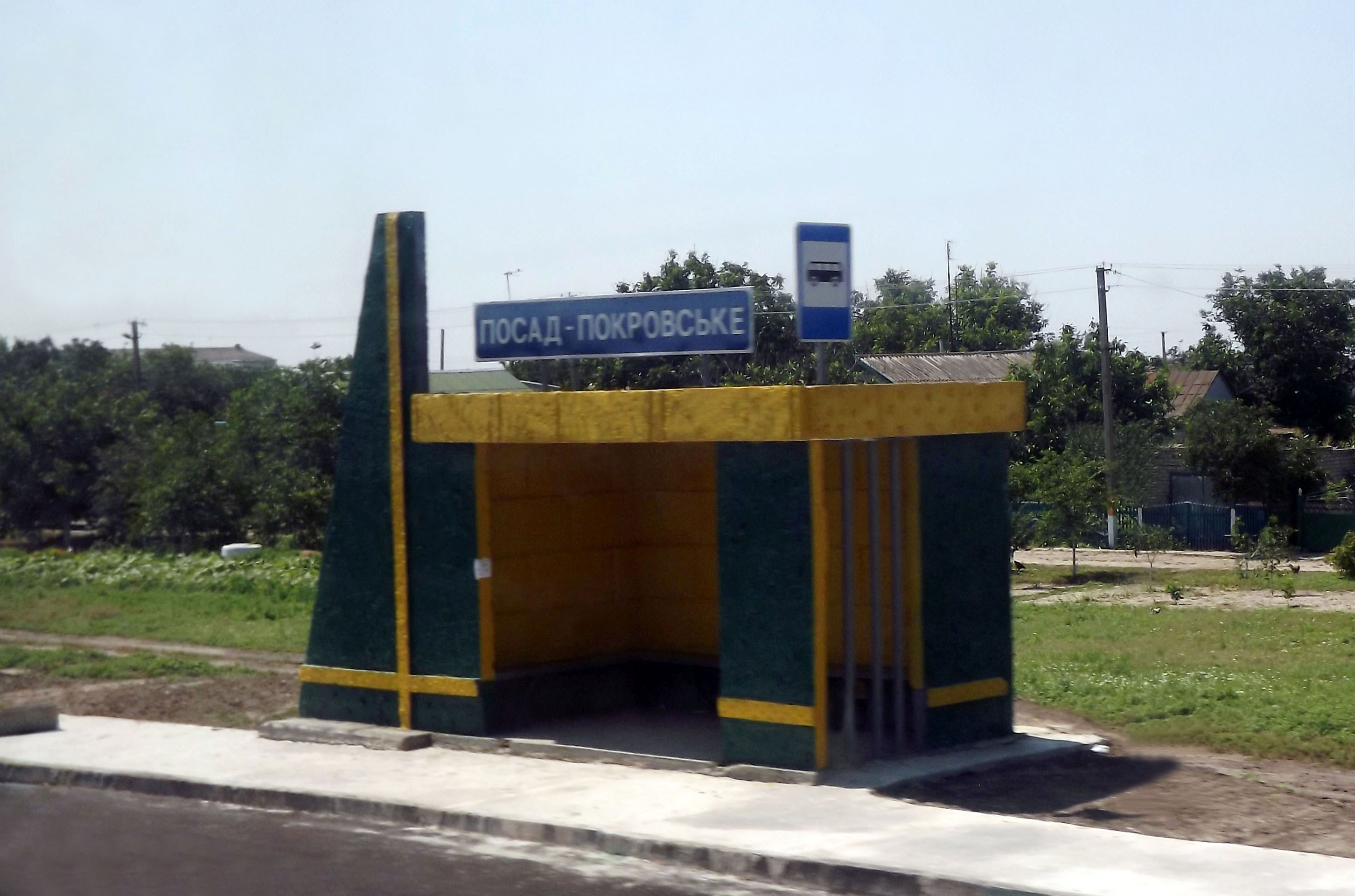
公共汽车站

波萨德-波克罗夫斯凯（烏克蘭語：Посад-Покровське），是烏克蘭南部赫爾松州赫尔松区乔尔诺巴伊夫卡市镇内的村落。始建於1789年，面積4.6平方公里，海拔高度38米，2001年人口2,349，人口密度每平方公里511.1人。